# Adriana Dutra
Adriana Dutra é uma das diretoras da produtora Inffinito, nascida no Rio de Janeiro em 1966, estudou Artes Cênicas na Casa das Artes de Laranjeiras e fez pós-graduação em direção teatral pela Hauborn Performance and Art, Londres.
Em 1997, vivendo temporariamente em Miami, criou com as sócias Cláudia Dutra e Viviane Spineli o Brazilian Film Festival of Miami, hoje o maior festival de cinema brasileiro no exterior. O sucesso tornou o festival um evento oficial da cidade e fez com que as três se firmassem nos EUA. Em 2003, as sócias produziram o 1º Festival de Cinema Brasileiro de Nova York, agora chamado Cine Fest Petrobras-Brasil. Três anos depois, deram início ao Cine Fest Brasil-Barcelona, consolidando assim o Circuito Inffinito de Festivais, que em 2007 passou por Miami e Nova York, nos EUA, Barcelona, na Espanha, e Frascatti, na Itália. Em 15 anos, os festivais de cinema da Inffinito atingiram mais de 800 mil pessoas. Em 2008, o Circuito foi realizado em Canudos (na Bahia), Buenos Aires, Madri, Miami, Roma, Milão, Nova York, Vancouver e Barcelona.
Em 2009, lançou seu primeiro longa-metragem como diretora, o documentário Fumando Espero, distribuído pela Gávea Filmes e selecionado para a 32ª Mostra São Paulo.
Adriana Dutra já dirigiu diversos conteúdos audiovisuais entre eles: Mulheres da Mare', Diga Não a Propaganda de Cigarros, Opção Laje, Quanto Tempo o Tempo Tem, entre outros.